# 심영물
심영물 또는 야인시대 합성물은 심영을 비롯한 야인시대의 각종 등장인물들을 소재로 제작되는 야인시대의 패러디, 2차창작 매드무비 영상물이다.

## 역사
심영물의 최초발견일은 2003년으로 2006년,대고자라는 최초의 심영물이 만들어졌다. 2008~9년쯤 대중화 되기 시작했으며,2017~18년에 여러가지 유명한 시리즈들이 나오기 시작했다.

## 내가 고자라니
심영물의 시작이라 할 수 있는 '내가 고자라니'는 야인시대 2부 64회에서 심영이 백병원에서 심영이 자신이 고자가 된 것을 알고 절규하는 장면에서 나온 대사인 "내가 고자라니"가 유행어가 되어 나온 문장이다.

### '내가 고자라니'의 여파
2008년 디시인사이드가 "2008년 올해 최고의 유행어는?"이라는 주제로 실시한 설문조사에서 MBC 드라마 베토벤 바이러스에 등장하는 강마에의 대사인 "똥덩어리"에 이어 2위를 차지했다. 이전까지 대한민국 사회에서 터부시되던 '고자'라는 단어가 모르면 세대간 불통의 아이콘이라 칭하는 척도가 될 만큼 대중 매체나 서브컬처에서 공공연히 개그적 요소로 사용하게 된 결정적인 계기로 평가되기도 한다.
내가 고자라니의 유행으로 인해 야인시대의 등장인물들을 합성한 심영물 동영상이 유튜브에 범람하게 되었다. 심지어는 야인시대의 나레이션을 담당한 성우 이강식도 합성 대상이 되었는데, 이강식의 경우 직접 출연하지 않은 관계로 이강식의 육체는 라디오로 합성되었다. 이후 이에 그치지 않고 야인시대에 출연한 배우들이 출연한 다른 작품도 합성 대상으로 활용되는 등, 굉장히 많은 합성 요소를 포괄하게 되었다.

## 초창기
심영물이 처음으로 창시되고 전파되기 시작한 시기와 장소는 2000년대 중후반 경 디시인사이드 합성 필수요소 갤러리이다.

## 방송에 나온 패러디
MBC프로그램 일요일 일요일 밤에의 코너 뜨거운 형제들에서는 "내가 고자라니"를 "내가 여자라니"로 패러디했다. 그것도 여자와는 거리가 매우 먼 외모와 목소리를 지닌 성우 김기현이 이 연기를 했다.
2013년 5월 22일 푸른거탑에도 패러디가 되었는데 준장 진급에 실패한 심대령이 전역을 한달 남겨두고 총기 오발사고로 인하여 영 좋지 않은 곳에 총상을 당한 뒤 국군수도병원에 후송된 이후의 장면으로 "내가 말년에 또 고자라니"로 패러디되었다. 배우는 야인시대에서 심영 역을 담당한 김영인이 직접 심대령역을 맡았다.
2013년 10월 6일 SNL 코리아 'GTA 경성'에서도 패러디되었다. 마찬가지로 김영인이 직접 배역을 맡았다.

## 주요 사건과 논란

### SBS를 사칭한 악성 시청자들의 신고와 차단
2018년 12월, SBS I&M에서 야인시대 2차 창작물 즉 심영물을 '저작권 위반'으로 유튜브에 신고했고, 상당수의 게시물들이 유튜브에서 차단된 상태이다. 다만 이 중 일부는 창작물 게시자들의 이의 제기를 통해 차단이 해제되거나 SBS I&M에서 저작권 위반 신고를 취하하였다.
이후 야인시대 종영 15주년 기념 합작인 폭8전야가 12월 28일 차단 해제되었고, 2019년 1월 이후부터는 대부분 차단이 해제되었다. 하지만 심영물 제작자 중 Retions와 차커가 SBS가 이의 제기를 수용했다고 발언함에 따라 그 배후는 SBS 본사가 아닌 신고를 가하는 악질 유저들로 판명이 났다. 악질 유저들은 심영물에 대량으로 신고를 하였고, 유튜브 측이 이를 기계적으로 처리하였으며 차단된 영상들은 인기 동영상 위주였다는 점에서는 근거로 볼 수 있다.

### 나무위키에서의 작성 금지 사태
2019년 8월 12일 나무위키에서 심영물 관련 문서의 작성을 금지하는 규정이 추가되었다. 이는 나무위키에서의 등재기준을 충족하지 않는 문서들이 외부 개입으로 계속 복구되는 일로 인한 조치였다. 그러나 나무위키의 사측 운영진들이 나무위키의 규정 불소급 원칙을 어기고 소급적용해 규정추가 이전에 작성 및 등재 기준을 충족하는 문서들까지 전부 다 삭제되고 휴지통 처리됐다. 또한 나무위키 내부에서의 해당 사건 설명조차 운영방해를 이유로 삭제되었다.
현재 심영물 관련 문서 작성금지 규정은 없어졌지만, 나무위키 사측 운영진들은 규정의 불소급 원칙을 이유로(또는 휴지통 처리된 문서를 복구하지 않는 나무위키 특성상) 휴지통 처리된 문서들을 복구시켜주고 있지 않고, 덤으로 나무위키 내의 야인시대 합성물 문서에서는 작성 금지된 제작자에 대한 서술을 금지하고 있다. 아래 제작자 문단의 UngMan, 손닉, 벙커늘보, BanDalGom, 무색큐브조각, 헿헿헿, 잉여놀이 등의 제작자들이 현재 나무위키에 작성금지가 걸린 상황이다. 이후 이 사용자들의 정보 문서는 더위키로 이관되었다. 더위키 분류에서는 '나무위키에서 작성금지된 문서'라고 나온다.

## 주요 제작자

### UngMan
합필갤 출신으로 심영물 초창기 시절부터 활동해온 제작자이다. 심영물의 주요 클리셰인 폭발엔딩을 폭☆8로 명명한 최초의 제작자이며, 폭☆8 장면에 주로 쓰이는 야인시대 2부 64화에서 신영균이 던진 수류탄에 영사기가 터지는 장면에 심영의 각종 비명소리를 입힌 영상을 공유해 폭☆8을 널리 퍼뜨린 인물이다. 그 외에도 김두한이 사망하는 장면을 최초로 사용한, 현재의 심영물에 큰 영향을 끼친 주요 인물 중 하나이다. 현재는 야라나이카 영상을 마지막으로 1년 가까이 활동이 없는 상태다. 2020년에 커뮤니티에 시청자들에게 영상 분량을 정해달라는 투표 게시글로 복귀를 예고했으나, 아직까지 돌아오지 않고 있는 상태이며 현재 복귀를 예고한 지 1년이 지난 시점에서도 새 영상은 없다. 그러나 이쪽은 유튜브 핸들명이 @UngMan으로 설정되었고 채널명도 기존의 이름을 'Ung Man' 으로 뛰어쓰며 한번이라도 채널 관리는 했었음이 드러난 게 아이러니한 점.

### Retions Laboratory
역시 합필갤 출신으로 UngMan과 더불어 합필갤 쇠퇴 이후에도 지속적으로 심영물을 제작함으로써 심영물 재부흥에 공헌한 중요 제작자이다. 야인시대 64, 65화를 합성하는 데에 그쳤던 이전의 심영물에서 벗어나 야인시대 전 에피소드를 활용하는 방식으로 최초의 장편 심영물을 만들었으며, 현재는 거의 모든 제작자들이 Retions의 영향 하에 있다고 볼 수 있다. 작품 수는 적지만 퀄리티가 굉장히 높으며, 치밀한 발음 조교 능력과 음매드 제작 능력을 보여준다. 2018년과 2019년의 대형 합작을 주도하였고, UngMan이 은퇴한 현재에도 계속적으로 심영물을 선보이는 등 최고의 원로로서의 입지를 다지고 있다.

### 손닉 Sonnyc
2016년 말부터 활동을 시작한 것으로 확인된다. 초창기부터 현재까지 활동을 조금이나마 이어오고 있는 유일한 원로 심영물 제작자이다. 발음 조교 능력이 심영물 제작자 중 가장 뛰어나다는 평가가 있을 정도로 정교하며, 굉장히 창의적인 아이디어를 선보인다. 이 사람은 이석재가 시라소니를 쇠파이프로 내려치는 장면에 의사양반의 얼굴을 합성하거나, 백병원 지나가는 자동차 장면을 병원과 자동차만 남기고 지나가는 사람들은 다 지운다던가, 심지어는 백병원 자동차를 크로마키로 쓸 수 있게 GB로도 제작해서 심영물의 변화에 큰 영향을 준 사람이다. 조교계의 거장이라 불리기도 한다.

### 벙커늘보_Sloth
2017년에 4달러 합성으로 수많은 히트작들을 내어 주요 제작자 중 한 명으로 발돋움했다. 다른 제작자들과 같이 긴 잠수를 하다가 활동을 다시 시작한 이후 2021년 이후부터 다시 잠수를 타고 있는 원로 제작자다. 잠수를 타는 이유는 컴퓨터의 성능이 심각하게 하락하였고, 합성물 제작에 대한 의욕이 줄어들었기 때문이라고 한다. 이 제작자가 제작하는 심영물들은 나레이션 양반이 거의 등장하지 않고 본인의 오너캐가 나레이션 양반의 역할을 대체하거나, 심영이 피자를 좋아한다는 기믹이 있는 특징이 있다. 2021년 이후 거의 잋혀져 간 듯했으나 Retions Laboratory 제작 영상 '계엄시대' 에 댓글을 달며 정말 오랜만에 근황을 알렸다.

### BanDalGom
역시 합필갤 시절부터 활동해온 원로 제작자이며, 많은 심영물 관련 GB들을 제작해 야인시대 등장인물들의 쓰임새를 높이는데 기여한 제작자다. 한때 군 복무 관계로 활동이 뜸했으나, 현재는 차츰차츰 다시 활동을 재개하는 중이다. 조커, 아기공룡 둘리, 오징어게임 등 그 시기에 유행하는 매체들을 야인시대와 잘 접목시켜 독특한 성과물들을 낸다. 2021년 11월에 해외 알고리즘을 받아 구독자 10만 명을 넘기는 데에 성공하였다.

### CoCoFun
현대 심영물에 가장 큰 영향을 준 제작자 중 한 명으로, 숱한 다작으로 야인시대의 많은 에피소드들을 심영물 유니버스에 보급한 공적이 매우 크다. 심영물 등장인물들의 캐릭터성 정립에 굉장히 큰 역할을 하였고, 많은 장편물들을 발표함으로써 심영물의 가능성을 극대화하였다. 'NGM 영화사'를 통해 각종 명화들을 심영물로 번안하여 심영물의 작품 세계를 심대하게 하였으며, 2018년에는 조회수 300만을 넘기게 되는 대작인 '초등학생 김두한'을 제작하기도 했다. 2021년 이후 잠적한 상태.

### 자제
야인시대 합성물에 있어 질적으로나 길이로나 최대의 대작으로 꼽히는 '야인들의 마피아게임' 시리즈를 만든 거물 제작자이다. 이 시리즈로 인해 심영물은 단순히 일시적으로 즐기고 마는 합성물의 범주를 넘어서서 독자적인 작품성을 내포하는 하나의 작가주의적 매체로서 대중들에게 받아들여지게 되었고, 자제는 최고의 장편물 대가 중 하나로서 명성을 얻게 되었다. 현재 '야인들의 마피아게임 4'의 제작을 예고하고 있으며, 대중들의 큰 기대를 모으고 있었으나 그로부터 2년 후에도 활동을 재개하지 않으며, 2024년 기준으로도 생존 신고나 제작 현황도 안 올라와서 근황이 없다.

### 차커
2018년에 데뷔한 제작자로, 합성을 실험적으로 시도해보는 음악 채널이었으나 실력이 일취월장하면서 주요 제작자 중 하나로 발돋움하였다. 사마천이라든지 삼국지와 같은 역사를 주제로 한 심영물들을 제작하기도 하며, 스스로 유튜브 심영물의 역사를 두 시간 가량의 분량으로 정리하기도 하였다. 계산기로 음악을 연주하는 영상들이 심영물 조회수를 넘어서면서 계산기 연주 위주의 채널로 개편되었고, 60만명 이상의 구독자를 얻음으로써 심영물 제작자 출신으로서는 가장 구독자가 많은 채널이 되었다. 현재에도 간간이 심영물 생존신고를 하고 있다.

### 무색큐브조각
심영물의 전성기에 활약한 제작자로 '얀데레가 된 심영' 등 독특한 영상들을 제작하였다. 또한 UngMan과 마찬가지로 스펀지밥을 심영물에 접목시킨 영상들을 많이 만들었으며, 그의 심영물들은 대체적으로 서브컬쳐에 대한 높은 활용이 엿보인다. 여러 번 채널을 옮기면서 10만에 달했던 구독자들이 많이 분산되었고, 중간에 입대를 하면서 동력을 잃었다. 현재는 활동을 완전히 끝냈다.

### 대국적인재규
SBS 차단사태 즈음에 혜성 같이 데뷔한 제작자로, 현재 '거물 라인' 중에서는 막타로 평가되는 제작자이다. 많은 중견 제작자들의 활동이 뜸해진 가운데 꾸준히 장편물들을 제작하여 심영물에 생명력을 주입하였고, 2021년에는 대형 합작을 주관하여 업로드하기도 하였다. 장면이나 김동진, 눈물의 곡절 등 그간 소외되어온 곁다리 인물들을 기용하는 등 심영물에 있어서 새로운 경향을 도입하려는 시도를 하였으며, 도네용 심영물들을 다수 제작하기도 하였다.

### 헿헿헿
이전에 바카야로이드 합성물도 제작한 바 있으나 현재는 심영물을 주로 제작한다. 대표 작품인 빅맥송을 패러디한 '거짓말쟁이 참깨빵버거' 로 유명하다. 또한, 심영물 제작자들 중에 여성임이 밝혀진 몇 안 되는 제작자이다.

### 잉여놀이
당시 디시인사이드에서 활동하다가 합필갤에서 알바가 글을 자르는 일에 질려 유튜브를 시작한 원로 제작자이다. 주로 등장인물들의 울굴을 비트는 것으로 유명하다. 여담으로, 그는 닉네임을 중고등학생 시절 친구들에게 잉여짓 하며 논다는 말을 많이 들은 계기로 잉여놀이로 정하였다고 한다.

## 주요 등장인물
- 심영: 주인공. 여러 가지 표정이 변조되어 웃는 모습이나 다양한 모습으로 나온다. 주로 침대에 누워있는 모습이며 움직일 때는 극장 씬에서 동작을 따서 사용하며, 웃는 소리는 비명을 역재생해서 만든다. 또 "내가 고자라니"라는 유행어가 있다.
- 의사양반: 심영처럼 여러 가지로 변조되어 나온다. 심영과 같이 등장하는 경우가 많으며 병원이 너무 자주 폭발하는 바람에 폭발을 매우 싫어하며 백병원을 재건하기 위해 이런저런 부업을 하는 것으로 묘사된다. 1분 8초 밖에 나오지 않았지만 고자라니화에서 나온 이유만으로 나오고있다. 쇠방망이로 심영, 김두한 등의 다른 인물들을 자주 내리친다. 유행어로는 병신을 만들어주마 등이 있다.
- 김두한: 원래 김두한의 모습으로도 나오지만 어째서인지 태조왕건의 궁예로 나온 목소리와 얼굴이 합성되기도 한다. 이는 태조 왕건의 궁예와 야인시대 김두한(중년)의 배우가 김영철이기 때문. 심영과 주인공 자리를 양분하고 있으며, 원작에서의 무작정 선하고 정의로운 모습과 달리 극도로 찌질하며 무력마저 약한 허당이다. 간혹 심영과 친할 때도 있었다.
- 상하이 조: 김두한의 부하로 심영의 영원한 전담 일진. 김두한과 마찬가지로 미지왕에서 출연했던 모습과 합성되기도 한다.
- 시라소니: 머리가 나쁘거나 예수쟁이 기믹으로 자주 합성된다. 노래하는 것도 자주 등장한다.
- 심영의 어머니: 엎드리는 모습이 절하는 모습으로 합성되기도 하고 배우 김영옥의 목소리와 합성되기도 한다. 우는 소리가 웃는 소리로도 쓰인다.
- 조병옥: 원작에서 심영과 직접적으로 엮이지 않았는데도 최고의 인기 캐릭터 중 한 명이며, M자 탈모로 고통받고 있다. 태조왕건의 박술희로 출연한 장면이나 각종 CF에 나왔던 모습도 합성된다.
- 장택상: 조병옥과 같이 있는 식으로 자주 엮인다. 특이한 발성으로 컬트적인 인기가 있다.
- 이정재: 일명 형사양반. 주로 해장국을 먹는 모습이나 형사양반과 같이 심영을 찾아가는 모습이 합성으로 많이 사용된다. 고려 거란 전쟁이 방영된 이후에는 지구용사 벡터맨이나 고려 거란 전쟁의 모습이 합성되어 나온다.
- 이석재: 시라소니를 쇠몽둥이로 내리치는 모습으로 심영을 때리는 의사양반과 많이 합성된다.
- 정진영: 공산당 전위대장. 김두한을 좋아하는 게이 역할로 나오기도 하며, 종종 총에 맞아 리타이어하는 등 취급이 좋지 않다.
- 염동진: 백의사의 두령. 그러나 합성물에서는 위엄이 많이 실종되었고 종종 부하들의 하극상에 시달린다.
- 김좌진: 김두한이 의식을 잃고 쓰러질 때 주로 등장하지만 이 사람 저 사람의 아버지로 대신 나오기도 한다. 보통은 김두한, 아니면 다른 등장인물들에게 버프를 주는 역할이다.
- 이승만: 대통령. 도망치는 것을 좋아한다. "중공군이라고? 어림도 없다, 암!" 장면이 집중적으로 사용된다. 그 외에도 "차 들어, 커피야." 장면도 많이 사용된다.
- 학생들: 줄서맨에게 암표를 사기도 한다. 주로 중앙극장 앞에서 줄서맨과 싸우는 장면으로 합성된다. 환호하는 소리를 역재생해서 야유하는 소리로 만들기도 한다.
- 마이클 상사: 직접적인 출연은 거의 없지만 마이클 상사한테 얻어맞고 나가 떨어지는 김두한의 모습이 자주 합성된다.
- 김무옥: 극장에서 수류탄을 던지는 모습이 자주 합성됐다.
- 김후옥: 담당 배우인 송금식의 다른 배역인 북두의 권의 남두수조권 권법가 레이로 변신한다.
- 박용직: '오옹?' 하며 눈을 땡그랗게 뜨는 장면이 자주 쓰인다. 나오면 반드시 빠른 속도로 리타이어하고 마는 징크스가 있다.
- 박정희: 대통령. 1979년을 필요 이상으로 무서워하는 겁쟁이로 나온다.
- 신불출: 어쩐지 심영의 경쟁자 기믹으로 자주 등장하며, 관종 역할로도 많이 나온다.
- 나레이션: 육체는 라디오를 갖다 붙여서 합성하고 목소리는 성우 이강식의 모든 작품을 총망라해서 거기서 음성을 따다가 합성한다. 그가 말하는 대로 현실화되기 때문에 엄청나게 강력하다. 즉, 세계관 최강자이다.
- 나레이션2: 태조왕건의 나레이션이며 마찬가지로 육체는 라디오를 갖다 붙여서 합성하고 목소리는 성우 김종성의 모든 작품을 총망라해서 거기서 음성을 따다가 합성한다. 주로 원래 나레이션이 다른 일을 할때 대신 등장한다.
- 지프차: 백병원 앞을 지나가는 자동차로 심영물 맨 처음에 백병원 앞을 지나갔다는 이유만으로 이것만 따로 분리해서 다른 여러 가지 용도로 합성된다.
- 줄서맨: 중앙극장에서 '줄서세요, 줄서'를 외치는 사람이다. 이 줄서맨은 주로 심영이 연극을 시작하기전에 관객들과 싸움을 벌이는 것으로 합성된다.

대사가 많이 없다.
- 영사기: 말 그대로 영사기. 김두한 일행이 '님' 필름이 들어있는 영사실을 터뜨리는 장면을 쓴다. 그 유명한 폭☆8 장면이 여기서 나왔다. 대부분 심영물의 피날레를 장식하며, 가끔 터지기 전의 영사실이 나오기도 한다.

## 같이 보기
- 인터넷 밈
- 심영 (야인시대)
- 내가 고자라니
- 야인시대
- 김근육 시리즈